# Francisco Lastres y Juiz
Francisco Lastres y Juiz (La Habana, 13 de marzo de 1848-Madrid, 14 de noviembre de 1918) fue un jurista, escritor y político español.

## Biografía
Nació el 13 de marzo de 1848 en La Habana. Jurisconsulto español, era doctor en Derecho. Fue catedrático auxiliar de la Universidad Central y fiscal sustituto, miembro de la Academia de Jurisprudencia, representante de España en el Congreso penitenciario de Estocolmo y abogado de la Junta provincial de Beneficencia de Madrid. Obtuvo varias veces escaño de diputado a Cortes por la circunscripción de Puerto Rico, entre 1884 y 1896, y, más adelante, fue senador por las provincias de Puerto Rico y Cáceres y, en último término, vitalicio. Fundador del asilo correccional de jóvenes de Carabanchel, publicó numerosos estudios penitenciarios y obras jurídicas. En 1901 se encargaba de la dirección del periódico madrileño Revista de los Tribunales. Falleció el 14 de noviembre de 1918 en Madrid.